# Опенвајлер
Опенвајлер (њем. Oppenweiler) општина је у њемачкој савезној држави Баден-Виртемберг. Једно је од 31 општинског средишта округа Ремс-Мур. Посједује регионалну шифру (AGS) 8119053.

## Географски и демографски подаци
Опенвајлер се налази у савезној држави Баден-Виртемберг у округу Ремс-Мур. Општина се налази на надморској висини од 267 метара. Површина општине износи 19,8 км². У самом мјесту је, према процјени из 2010. године, живјело 4.130 становника. Просјечна густина становништва износи 208 становника/км².